# 3.ª División Antiaérea
La 3ª División Antiaérea (3. Flak-Division) fue una unidad antiaérea de la Luftwaffe durante la Segunda Guerra Mundial.

## Historia
El 1 de septiembre de 1941 se crea a partir del 3.º Comando de Defensa Aérea en la zona del Gran Hamburgo. El 31 de diciembre de 1941, la división tenía una fuerza de 43 pesadas, 27 medias y ligeras y 21 baterías de proyectores. El 51.º Regimiento Antiaéreo sustituye al 123.º Regimiento Antiaéreo en el Grupo Antiaéreo Hamburgo Norte en junio de 1942. El 31 de enero de 1943 la fuerza de 39 pesadas, 20 medias y ligeras, 20 baterías de proyectores y 7 baterías de barreras aéreas. El 9 de enero de 1944 la fuerza de 47 pesadas, 14 medias y ligeras, 3 baterías de barreras aéreas y 2 compañías de nieblas. El 66.º Regimiento Antiaéreo (Grupo Antiaéreo Schleswig-Holstein) se unió a la división en marzo de 1944. El 66.º Regimiento Antiaéreo se trasladó a Lübeck en el Grupo Antiaéreo Lüebeck en junio de 1944, pero se mantuvo subordinada a la división. El 61.º Regimiento Antiaéreo se unió a la división en agosto de 1944. El 61.º Regimiento Antiaéreo (o) se integra a la 8.º División Antiaérea en septiembre de 1944; 122.º Regimiento Antiaéreo (Eisb.) se unió a la división en octubre de 1944. El 21 de diciembre de 1944 la fuerza de 41 pesadas, 4 medias y ligeras, 16 baterías de proyectores y 4 compañías de nieblas. A finales de 1944 se forma el Grupo Antiaéreo Independiente Mecklenburg en Lübeck creándose así el 61.º Regimiento Antiaéreo, más tarde el 66.º Regimiento Antiaéreo y es asignado a la división. Durante la ruptura de los Aliados a través de Francia, la división asigna una serie de mandos y baterías como unidades parcialmente motorizadas y se asignan al Mando de la Luftwaffe en el Oeste a la 3.º Flota Aérea. El 23 de abril de 1945, la división de la 18.º Brigada Antiaérea es subordinada para proteger Boizenburg-Dömitz en el espacio de Elbübergänge. La división permaneció en Hamburgo hasta el final de la guerra. El 3 de mayo de 1945 la división se entrega a los británicos.

## Comandantes
- Teniente General Theodor Spieß - (1 de septiembre de 1941 - 30 de julio de 1942)
- Teniente General Walter von Hippel - (1 de julio de 1942 - 19 de abril de 1944)
- Mayor general Alwin Wolz - (1 de mayo de 1944 - 1 de abril de 1945)
- Mayor general Otto Stange - (2 de abril de 1945 - 8 de mayo de 1945)

Jefe de Operaciones (Ia)
- Capitán Helmut Kampradt - (octubre de 1942 - junio de 1943)
- Mayor Stross - (julio de 1943 - julio de 1944)
- Capitán Helmut Bode - (3 de agosto de 1944 - octubre de 1944)
- Capitán Artur Zabel - (17 de octubre de 1944 - mayo de 1945)

## Área de Operaciones

### 1941
| Fecha      | Cuerpos Aéreos/Cuerpos Antiaéreos | Comandos de los Distritos Aéreos/Flotas Aéreas | Lugar   |
| 1 de enero | -                                 | XI Comando Administrativo Aéreo                | Hamburg |

### 1942
| Fecha      | Cuerpos Aéreos/Cuerpos Antiaéreos | Comandos de los Distritos Aéreos/Flotas Aéreas | Lugar   |
| 1 de enero | -                                 | XI Comando Administrativo Aéreo                | Hamburg |

### 1943
| Fecha      | Cuerpos Aéreos/Cuerpos Antiaéreos | Comandos de los Distritos Aéreos/Flotas Aéreas | Lugar   |
| 1 de enero | -                                 | XI Comando Administrativo Aéreo                | Hamburg |

### 1944
| Fecha      | Cuerpos Aéreos/Cuerpos Antiaéreos | Comandos de los Distritos Aéreos/Flotas Aéreas | Lugar   |
| 1 de enero | -                                 | XI Comando Administrativo Aéreo                | Hamburg |

### 1945
| Fecha       | Cuerpos Aéreos/Cuerpos Antiaéreos | Comandos de los Distritos Aéreos/Flotas Aéreas | Lugar   |
| 1 de enero  | -                                 | XI Comando Administrativo Aéreo                | Hamburg |
| 14 de abril | VI Cuerpo Antiaéreo               | Flota Aérea Reich                              | Hamburg |

## Orden de batalla
Formación del 1 de septiembre de 1941 en Hamburgo bajo el Mando del 3.º Comando de Defensa Aérea con:
- 16.º Regimiento Antiaéreo (o) (Grupo Antiaéreo Hamburgo Sur)
- 60.º Regimiento Antiaéreo (o) (Grupo Antiaéreo Hamburgo Este?)
- 123.º Regimiento Antiaéreo? (o) (Grupo Antiaéreo Hamburgo Norte)
- 161.º Regimiento de Proyectores (o) (Grupo de Proyectores Hamburgo)
- 123.º Batallón Aéreo de Comunicaciones

Organización del 1 de noviembre de 1943:
- 16.º Regimiento Antiaéreo (o) (Grupo Antiaéreo Hamburgo Sur)
- 51.º Regimiento Antiaéreo (o) (Grupo Antiaéreo Hamburgo Norte)
- 60.º Regimiento Antiaéreo (o) (Grupo Antiaéreo Hamburgo Este?)
- 161.º Regimiento de Proyectores (o) (Grupo de Proyectores Hamburgo)
- 123.º Batallón Aéreo de Comunicaciones

Organización en marzo de 1944:
- 16.º Regimiento Antiaéreo (o) (Grupo Antiaéreo Hamburgo Sur)
- 51.º Regimiento Antiaéreo (o) (Grupo Antiaéreo Hamburgo Norte)
- 60.º Regimiento Antiaéreo (o) (Grupo Antiaéreo Hamburgo Este?)
- 66.º Regimiento Antiaéreo (o) en Flensburg (Grupo Antiaéreo Schleswig-Holstein)
- 161.º Regimiento de Proyectores (o) (Grupo de Proyectores Hamburgo)
- 123.º Batallón Aéreo de Comunicaciones

Organización en agosto de 1944:
- 16.º Regimiento Antiaéreo (o) (Grupo Antiaéreo Hamburgo Sur)
- 51.º Regimiento Antiaéreo (o) (Grupo Antiaéreo Hamburgo Norte)
- 60.º Regimiento Antiaéreo (o) (Grupo Antiaéreo Hamburgo Este?)
- 61.º Regimiento Antiaéreo (o) en Rheine? (Grupo Antiaéreo Weser-Ems)
- 66.º Regimiento Antiaéreo (o) en Lübeck (Grupo Antiaéreo Lüebeck)
- 161.º Regimiento de Proyectores (o) (Grupo de Proyectores Hamburgo)
- XI./17.º Batería de Transporte Antiaérea
- III./34.º Batería de Transporte Antiaérea
- 123.º Batallón Aéreo de Comunicaciones

El 1 de diciembre de 1944 la división estaba formada por:
- 16.º Regimiento Antiaéreo
  - 137.º Batallón Pesado Antiaéreo (solo el mando)
  - 162.º Batallón Pesado Antiaéreo
  - 607.º Batallón Pesado Antiaéreo
  - 762.º Batallón Pesado Antiaéreo
- 51.º Regimiento Antiaéreo
  - 225.º Batallón Pesado Antiaéreo
  - 267.º Batallón Pesado Antiaéreo
  - 414.º Batallón Pesado Antiaéreo
- 60.º Regimiento Antiaéreo
  - 674.º Batallón Pesado Antiaéreo
  - 144.º Batallón Pesado Antiaéreo (Eisb.)
- 66.º Regimiento Antiaéreo
  - 755.º Batallón Pesado Antiaéreo
  - 770.º Batallón Pesado Antiaéreo
  - 916.º Batallón Pesado Antiaéreo
  - 210.º Batallón de Barrera Aérea
- 161.º Regimiento de Proyectores Antiaéreo
  - 119.º Batallón de Proyectores Antiaéreo
  - 150.º Batallón de Proyectores Antiaéreo
  - 368.º Batallón de Proyectores Antiaéreo
  - 608.º Batallón de Proyectores Antiaéreo
  - 123.º Batallón Aéreo de Comunicaciones

## Subordinado
| septiembre de 1941 - abril de 1945 | XI Comando Administrativo Aéreo |
| 14 de abril de 1945                | VI Cuerpo Antiaéreo             |